# Венера Гетова
Венера Гетова (Плевен, 13. децембар 1980) је бугарска, атлетичарка, које се таккмичила у бацању диска.
Лични рекорд 59,08 м бацила је у јуну 2008. у Софији.
Такмичила се на Олимпијским играма 2008. у Пекингу
и на Светском првенству 2009. године, али није успела да прође квалификације.